# Manabu Nikaidō
Manabu Nikaidō (jap. 二階堂学, Nikaidō Manabu, ur. 6 czerwca 1966) – japoński skoczek narciarski. Ojciec skoczka narciarskiego Rena Nikaidō. Najlepsze wyniki w Pucharze Świata osiągnął w sezonie 1989/1990, kiedy zajął 60. miejsce w klasyfikacji generalnej. 
Brał udział w Mistrzostwach Świata w Val di Fiemme oraz Mistrzostwach Świata w lotach w Vikersund, ale bez sukcesów.

## Mistrzostwa świata
- Drużynowo
  - 1991: Val di Fiemme (ITA) – 34. miejsce (normalna skocznia)

## Mistrzostwa świata w lotach
- Indywidualnie
  - 1990: Vikersund (NOR) – 45. miejsce

## Puchar Świata

### Miejsca w klasyfikacji generalnej
| Sezon     | Miejsce | Źr.   |
| --------- | ------- | ----- |
| 1988/1989 | 64.     | [ 1 ] |
| 1989/1990 | 60.     | [ 3 ] |

### Miejsca w poszczególnych konkursach indywidualnychPucharu Świata
| Źródło | Źródło      | Źródło      | Źródło      | Źródło  | Źródło  | Źródło     | Źródło                 | Źródło    | Źródło        | Źródło    | Źródło          | Źródło          | Źródło       | Źródło   | Źródło    | Źródło       | Źródło    | Źródło  | Źródło  | Źródło       | Źródło              | Źródło  | Źródło  | Źródło  | Źródło | Źródło | Źródło | Źródło | Źródło | Źródło | Źródło | Źródło | Źródło | Źródło | Źródło | Źródło | Źródło | Źródło | Źródło | Źródło | Źródło | Źródło | Źródło | Źródło | Źródło | Źródło | Źródło | Źródło | Źródło |
| --- | ----------- | ----------- | ----------- | ------- | ------- | ---------- | ---------------------- | --------- | ------------- | --------- | --------------- | --------------- | ------------ | -------- | --------- | ------------ | --------- | ------- | ------- | ------------ | ------------------- | ------- | ------- | ------- | ------ | ------ | ------ | ------ | ------ | ------ | ------ | ------ | ------ | ------ | ------ | ------ | ------ | ------ | ------ | ------ | ------ | ------ | ------ | ------ | ------ | ------ | ------ | ------ | ------ |
| Sezon 1987/1988                                                                                                   |             |             |             |         |         |            |                        |           |               |           |                 |                 |              |          |           |              |           |         |         |              |                     |         |         |         |        |        |        |        |        |        |        |        |        |        |        |        |        |        |        |        |        |        |        |        |        |        |        |        |        |
| Thunder Bay | Thunder Bay | Lake Placid | Lake Placid | Sapporo | Sapporo | Oberstdorf | Garmisch-Partenkirchen | Innsbruck | Bischofshofen | Gallio    | Sankt Moritz    | Gstaad          | Engelberg    | Lahti    | Lahti     | Meldal       | Oslo      | Planica | Planica | punkty       | punkty              | punkty  | punkty  | punkty  | punkty | punkty | punkty | punkty | punkty | punkty | punkty | punkty | punkty | punkty | punkty | punkty | punkty | punkty |        |        |        |        |        |        |        |        |        |        |        |
| - | -           | -           | -           | 64      | 37      | -          | -                      | -         | -             | -         | -               | -               | -            | -        | -         | -            | -         | -       | -       | 0            | 0                   | 0       | 0       | 0       | 0      | 0      | 0      | 0      | 0      | 0      | 0      | 0      | 0      | 0      | 0      | 0      | 0      | 0      |        |        |        |        |        |        |        |        |        |        |        |
| Sezon 1988/1989                                                                                                   |             |             |             |         |         |            |                        |           |               |           |                 |                 |              |          |           |              |           |         |         |              |                     |         |         |         |        |        |        |        |        |        |        |        |        |        |        |        |        |        |        |        |        |        |        |        |        |        |        |        |        |
| Thunder Bay | Thunder Bay | Lake Placid | Lake Placid | Sapporo | Sapporo | Oberstdorf | Garmisch-Partenkirchen | Innsbruck | Bischofshofen | Liberec   | Harrachov       | Oberhof         | Oberhof      | Chamonix | Oslo      | Örnsköldsvik | Harrachov | Planica | Planica | punkty       | punkty              | punkty  | punkty  | punkty  | punkty | punkty | punkty | punkty | punkty | punkty | punkty | punkty | punkty | punkty | punkty | punkty | punkty | punkty |        |        |        |        |        |        |        |        |        |        |        |
| - | -           | -           | -           | 17      | 14      | -          | -                      | -         | -             | -         | -               | -               | -            | -        | -         | -            | -         | -       | -       | 2            | 2                   | 2       | 2       | 2       | 2      | 2      | 2      | 2      | 2      | 2      | 2      | 2      | 2      | 2      | 2      | 2      | 2      | 2      |        |        |        |        |        |        |        |        |        |        |        |
| Sezon 1989/1990                                                                                                   |             |             |             |         |         |            |                        |           |               |           |                 |                 |              |          |           |              |           |         |         |              |                     |         |         |         |        |        |        |        |        |        |        |        |        |        |        |        |        |        |        |        |        |        |        |        |        |        |        |        |        |
| Thunder Bay | Thunder Bay | Lake Placid | Lake Placid | Sapporo | Sapporo | Oberstdorf | Garmisch-Partenkirchen | Innsbruck | Bischofshofen | Harrachov | Liberec         | Zakopane        | Sankt Moritz | Gstaad   | Engelberg | Predazzo     | Predazzo  | Lahti   | Lahti   | Örnsköldsvik | Sollefteå           | Raufoss | Planica | Planica | punkty |        |        |        |        |        |        |        |        |        |        |        |        |        |        |        |        |        |        |        |        |        |        |        |        |
| 43 | 30          | 31          | 15          | 55      | 36      | 44         | 42                     | 66        | 56            | -         | -               | -               | 45           | 78       | 79        | 63           | 49        | 38      | 61      | 19           | 44                  | -       | 27      | 48      | 1      |        |        |        |        |        |        |        |        |        |        |        |        |        |        |        |        |        |        |        |        |        |        |        |        |
| Sezon 1990/1991                                                                                                   |             |             |             |         |         |            |                        |           |               |           |                 |                 |              |          |           |              |           |         |         |              |                     |         |         |         |        |        |        |        |        |        |        |        |        |        |        |        |        |        |        |        |        |        |        |        |        |        |        |        |        |
| Lake Placid | Lake Placid | Thunder Bay | Thunder Bay | Sapporo | Sapporo | Oberstdorf | Garmisch-Partenkirchen | Innsbruck | Bischofshofen | Oberhof   | Bad Mitterndorf | Bad Mitterndorf | Lahti        | Lahti    | Bollnäs   | Falun        | Trondheim | Oslo    | Planica | Planica      | Szczyrbskie Jezioro | punkty  | punkty  | punkty  | punkty | punkty | punkty | punkty | punkty | punkty | punkty | punkty | punkty | punkty | punkty | punkty | punkty | punkty | punkty | punkty |        |        |        |        |        |        |        |        |        |
| 22 | 37          | q           | 45          | 55      | 48      | -          | 46                     | 21        | 39            | 16        | -               | -               | -            | -        | -         | -            | -         | -       | -       | -            | -                   | 0       | 0       | 0       | 0      | 0      | 0      | 0      | 0      | 0      | 0      | 0      | 0      | 0      | 0      | 0      | 0      | 0      | 0      | 0      |        |        |        |        |        |        |        |        |        |
| Legenda |             |             |             |         |         |            |                        |           |               |           |                 |                 |              |          |           |              |           |         |         |              |                     |         |         |         |        |        |        |        |        |        |        |        |        |        |        |        |        |        |        |        |        |        |        |        |        |        |        |        |        |
| 1 2 3 4-10 11-15 poniżej 15 dq – dyskwalifikacja q – zawodnik nie zakwalifikował się - – zawodnik nie wystartował |             |             |             |         |         |            |                        |           |               |           |                 |                 |              |          |           |              |           |         |         |              |                     |         |         |         |        |        |        |        |        |        |        |        |        |        |        |        |        |        |        |        |        |        |        |        |        |        |        |        |        |

### Turniej Czterech Skoczni

#### Miejsca w klasyfikacji generalnej
| Sezon     | Miejsce | Źr.   |
| --------- | ------- | ----- |
| 1989/1990 | 48.     | [ 4 ] |
| 1990/1991 | 45.     | [ 5 ] |

## Puchar Kontynentalny

### Miejsca w poszczególnych konkursachPucharu Kontynentalnego
| Źródło                                                                        | Źródło      | Źródło         | Źródło  | Źródło | Źródło       | Źródło      | Źródło | Źródło  | Źródło  | Źródło    | Źródło    | Źródło   | Źródło   | Źródło     | Źródło     | Źródło  | Źródło        | Źródło        | Źródło    | Źródło    | Źródło           | Źródło  | Źródło  | Źródło | Źródło   | Źródło   | Źródło              | Źródło              | Źródło | Źródło | Źródło | Źródło    | Źródło | Źródło | Źródło | Źródło | Źródło | Źródło | Źródło | Źródło | Źródło | Źródło | Źródło | Źródło | Źródło | Źródło | Źródło | Źródło | Źródło | Źródło | Źródło | Źródło | Źródło | Źródło | Źródło | Źródło | Źródło | Źródło | Źródło |
| ----------------------------------------------------------------------------- | ----------- | -------------- | ------- | ------ | ------------ | ----------- | ------ | ------- | ------- | --------- | --------- | -------- | -------- | ---------- | ---------- | ------- | ------------- | ------------- | --------- | --------- | ---------------- | ------- | ------- | ------ | -------- | -------- | ------------------- | ------------------- | ------ | ------ | ------ | --------- | ------ | ------ | ------ | ------ | ------ | ------ | ------ | ------ | ------ | ------ | ------ | ------ | ------ | ------ | ------ | ------ | ------ | ------ | ------ | ------ | ------ | ------ | ------ | ------ | ------ | ------ | ------ |
| Sezon 1993/1994                                                               |             |                |         |        |              |             |        |         |         |           |           |          |          |            |            |         |               |               |           |           |                  |         |         |        |          |          |                     |                     |        |        |        |           |        |        |        |        |        |        |        |        |        |        |        |        |        |        |        |        |        |        |        |        |        |        |        |        |        |        |        |
| Lillehammer                                                                   | Lillehammer | Oberwiesenthal | Lauscha | Wörgl  | Sankt Moritz | Sankt Aegyd | Gallio | Sapporo | Sapporo | Willingen | Willingen | Ironwood | Ironwood | Ruhpolding | Saalfelden | Planica | Iron Mountain | Iron Mountain | Ishpeming | Schönwald | Titisee-Neustadt | Calgary | Calgary | Zaō    | Zakopane | Zakopane | Szczyrbskie Jezioro | Szczyrbskie Jezioro | Sprova | Sprova | Ruka   | Rovaniemi | punkty |        |        |        |        |        |        |        |        |        |        |        |        |        |        |        |        |        |        |        |        |        |        |        |        |        |        |
| -                                                                             | -           | -              | -       | -      | -            | -           | -      | 46      | 49      | -         | -         | -        | -        | -          | -          | -       | -             | -             | -         | -         | -                | -       | -       | 44     | -        | -        | -                   | -                   | -      | -      | -      | -         | 0      |        |        |        |        |        |        |        |        |        |        |        |        |        |        |        |        |        |        |        |        |        |        |        |        |        |        |
| Legenda                                                                       |             |                |         |        |              |             |        |         |         |           |           |          |          |            |            |         |               |               |           |           |                  |         |         |        |          |          |                     |                     |        |        |        |           |        |        |        |        |        |        |        |        |        |        |        |        |        |        |        |        |        |        |        |        |        |        |        |        |        |        |        |
| 1 2 3 4-10 11-30 poniżej 30 dq – dyskwalifikacja - – zawodnik nie wystartował |             |                |         |        |              |             |        |         |         |           |           |          |          |            |            |         |               |               |           |           |                  |         |         |        |          |          |                     |                     |        |        |        |           |        |        |        |        |        |        |        |        |        |        |        |        |        |        |        |        |        |        |        |        |        |        |        |        |        |        |        |